# Joseph-Marie-Anne Gros de Besplas
Joseph-Marie-Anne Gros de Besplas, né à Castelnaudary le 13 octobre 1734 et mort à Paris le 18 août 1783, est un prêtre français.

## Biographie
Docteur de la maison & société de Sorbonne, vers 1767, il est vicaire général de l'évêque de Besançon et de Fréjus (l'évêque de Fréjus Emmanuel-François de Bausset-Roquefort, est son parent par alliance). Puis il devient aumônier du comte de Provence (futur Louis XVIII) de (1774) à sa mort.  
Il est un des premiers protecteurs de l'abbé Siéyès. Le 25 août 1775, il prononce un panégyrique de Saint-Louis auquel la future Mme Roland assiste et qui fait scandale. 
Il est abbé de l'Épau du 31 octobre 1781 à sa mort.
On lui attribue « l'heureuse révolution arrivée dans les prisons & dans le sort des prisonniers » à la suite du discours de la Cène qu'il prononça devant Louis XVI à Versailles en 1777.

### Famille
Il est le fils d'André Gros, receveur des tailles du diocèse de Nîmes et capitoul de Nîmes, et de Catherine Sanche. Il a plusieurs frères et sœurs, dont :
- Jean-François Gros, conseiller (1752) puis président (1754/ 1755) de la cour des comptes, aides et finances de Montpellier, qui épouse à Béziers en 1759 Marie Anne Françoise de Bausset-Roquefort
- Rose Gros de Besplas, qui épouse François Amable Clausel, maître en la cour des comptes, aides et finances de Montpellier, de la famille Clausel de Coussergues.

## Œuvres
- Essai sur l'éloquence de la chaire, 1767 (2e édition dédiée à Monsieur [comte de Provence], frères de Bure, 1778, numérisée)
- Des causes du bonheur public, Paris, Sébastien Jorry, 1768 (dédié à Mgr le Dauphin). Numérisé sur gallica.